# Paradome
Das Paradome ist ein Industriedenkmal in Potsdam. Das Gebäude wird  durch eine sechseckige Halle mit einem 20 Meter hohen Schwedlerkuppeldach geprägt, die eine Spannweite von 48 Metern hat. Wegen der Form und dem früheren Zweck wurde es auch Lokzirkus genannt.
Auf dem Gelände im Ortsteil Babelsberg wurden von 1899 bis 1976 Lokomotiven gebaut; anfangs von Orenstein & Koppel, später vom Lokomotivbau Karl Marx Babelsberg. Bis 1995 wurden hier Autodrehkrane hergestellt. Anschließend hatte das Gebäude verschiedene Funktionen. So wurde hier 1992 für den ORB ein Revival der Sendung Bio’s Bahnhof aufgezeichnet. Im Herbst 2007 wurde die Halle in den Zentralbau des New Yorker Solomon R. Guggenheim Museum verwandelt, um für den Film The International als Schauplatz zu dienen. In den 2010er Jahren gab es Pläne für einen Umbau zur Büro- und Hotelnutzung.
Seit Anfang der 2020er Jahre wird das Gebäude zur Nutzung durch ein Hauptzollamt hergerichtet. Auf 16.000 m² sollen hier 500 Personen arbeiten.